# Gustavo Ron Zorzano
Gustavo Ron Zorzano (Madrid, 14 de desembre de 1972) és un guionista i director de cinema espanyol.
Entre les seves principals obres destaquen el llargmetratge Mia Sarah (2006), última pel·lícula de l'actor Fernando Fernán Gómez i Vivir para siempre, rodada en anglès (2010).

## Biografia
Ron neix a Madrid en 1972. Viu a Cadis, Valladolid i Barcelona fins als 14 anys. Va estudiar el batxillerat a Oxford i Brighton, i en 1992 va començar la carrera de Periodisme en la Universitat de Navarra, on va realitzar els seus primers curtmetratges. Dos anys més tard marxa a Anglaterra per a matricular-se en Producció, Direcció i guió cinematogràfic en la London Film School.
Després de graduar-se amb el millor curtmetratge del seu curs (My Kind of Girl), Ron inicia la seva carrera professional com a auxiliar de producció en pel·lícules com El efecto mariposa (Dir: Fernando Colomo) o Why not me (Dir: Stephane Giusti).
Posteriorment fa tasques de producció per a diferents documentals internacionals, fins que l'any 2000 produeix el seu primer llargmetratge, Kundalini, que va ser dirigit per Kevin Noland.
Abans de llançar-se a la direcció, treballa com a guionista a Los Angeles i Chicago. El seu primer llargmetratge, Mia Sarah, arriba en 2006 sent una rondalla de personatges solitaris als quals presten vida Verónica Sánchez (Los Serrano), Daniel Guzmán (Aquí no hay quien viva), Manuel Lozano (La lengua de las mariposas) i Fernando Fernán Gómez, per a qui seria la seva última pel·lícula i amb el qual Ron va mantenir una entranyable amistat.
En 2010, debuta internacionalment com a director amb el seu llargmetratge Vivir para siempre, adaptació del llibre de Sally Nichols Esto no es justo (Ed. Umbriel).

## Filmografia

### Direcció i guió
- Especialː Una Navidad para recordar. Especial (2019-presente)
- 45 revoluciones. Sèrie (2019-presente)
- Velvet Colección. Sèrie (2017 - 2019)
- Mi panadería en Brooklyn. Llargmetratge (2016)
- Vivir para siempre. Llargmetratge (2009)
- Mia Sarah. Llargmetratge (2006)
- Por un beso (For one kiss). Curtmetratge (1998)
- Mi tipo de chica (My kind of girl). Curtmetratge (1997)
- Confuso (Bamboozled). Curtmetratge (1996)

### Producció
- Americano, 2002 Producció executiva.
- Koundalini, 2000 Producció.

## Premis
Medalles del Cercle d'Escriptors Cinematogràfics
| Any  | Categoria           | Pel·lícula         | Resultat  |
| ---- | ------------------- | ------------------ | --------- |
| 2010 | Millor guió adaptat | Vivir para siempre | Guanyador |